# 27508 Johncompton
27508 Johncompton este o planetă minoră (asteroid), cu un diametru de 10,129 km, din centura de asteroizi. A fost descoperită pe 7 aprilie 2000 la Stația Anderson Mesa de Lowell Observatory Near-Earth-Object Search. 
Obiectul prezintă o orbită caracterizată de o semiaxă mare de 2,9985265 UAi, o excentricitate de 0,1, o înclinație de 10,99112 ° în raport cu ecliptica.